# Hoplolatilus erdmanni
Hoplolatilus erdmanni is een straalvinnige vissensoort uit de familie van tegelvissen (Malacanthidae). De wetenschappelijke naam van de soort is voor het eerst geldig gepubliceerd in 2007 door Allen.